# متلازمة الوجه الشبيه بالقناع في نابلس
متلازمة الوجه الشبيه بالقناع في نابلس هي متلازمة نادرة للحذف المياكروني تتميز بمظهر وجه يشبه القناع.

## العلامات والأعراض
تتميز بضيق في العين ، شد ولمعان بشرة الوجه ، وأنف عريض مسطح. أيضا تشمل السمات الأخرى للمتلازمة أذنين مشوهة، وأنماط غير معتادة للشعر على فروة الرأس ، وثني الأصابع والقدمين ، وتشوه المفاصل في اليدين والقدمين ، وأسنان غير عادية ، وتأخر خفيف في النمو ، واختفاء الخصيتين.

## علم الوراثة
ترتبط هذه المتلازمة بطفرة حذف في الذراع الطويلة للكروموسوم 8 (8q22.1). لم يتم تحديد نمط الوراثة بعد.

## علم الأوبئة
وهو اضطراب وراثي نادر وجد في فلسطين عام 2000.أطلق عليها الناس اسم نابلس في الضفة الغربية. وهو جزء من العديد من الاضطرابات الوراثية الجديدة لحديثي الولادة ، تتزايد بشكل كبير في العرب في السنوات الأخيرة كما ذكر المركز العربي للدراسات الجينومية في دبي.